# Ministre-président de Bade-Wurtemberg
Le ministre-président de Bade-Wurtemberg (en allemand : Ministerpräsident von Baden-Württemberg) est le chef du gouvernement du Land allemand de Bade-Wurtemberg.

## Historique des titulaires
| Nom             | Nom                  | Parti  | Dates                                                            | Cabinets      | Majorité           | Majorité           |
| --------------- | -------------------- | ------ | ---------------------------------------------------------------- | ------------- | ------------------ | ------------------ |
|                 | Reinhold Maier       | FDP    | 25 avril 1952 – 7 octobre 1953 (1 an, 5 mois et 12 jours)        | Maier         | 67 / 121           | SPD-FDP-GB/BHE     |
|                 | Gebhard Müller       | CDU    | 7 octobre 1953 – 17 décembre 1958 (5 ans, 2 mois et 10 jours)    | Müller I      | 117 / 121          | CDU-SPD-FDP-GB/BHE |
| Müller II       | Gebhard Müller       | CDU    | 7 octobre 1953 – 17 décembre 1958 (5 ans, 2 mois et 10 jours)    | 120 / 120     | CDU-SPD-FDP-GB/BHE |                    |
|                 | Kurt Georg Kiesinger | CDU    | 17 décembre 1958 – 16 décembre 1966 (7 ans, 11 mois et 29 jours) | 120 / 120     | Kiesinger I        | CDU-SPD-FDP-GB/BHE |
| Kiesinger II    | Kurt Georg Kiesinger | CDU    | 17 décembre 1958 – 16 décembre 1966 (7 ans, 11 mois et 29 jours) | 77 / 121      | CDU-FDP-GB/BHE     |                    |
| Kiesinger III   | Kurt Georg Kiesinger | CDU    | 17 décembre 1958 – 16 décembre 1966 (7 ans, 11 mois et 29 jours) | 73 / 120      | CDU-FDP            |                    |
|                 | Hans Filbinger       | CDU    | 16 décembre 1966 – 30 août 1978 (11 ans, 8 mois et 14 jours)     | Filbinger I   | 106 / 120          | CDU-SPD            |
| Filbinger II    | Hans Filbinger       | CDU    | 16 décembre 1966 – 30 août 1978 (11 ans, 8 mois et 14 jours)     | 97 / 127      | CDU-SPD            |                    |
| Filbinger III   | Hans Filbinger       | CDU    | 16 décembre 1966 – 30 août 1978 (11 ans, 8 mois et 14 jours)     | 65 / 120      | CDU                |                    |
| Filbinger IV    | Hans Filbinger       | CDU    | 16 décembre 1966 – 30 août 1978 (11 ans, 8 mois et 14 jours)     | 71 / 121      | CDU                |                    |
|                 | Lothar Späth         | CDU    | 30 août 1978 – 13 janvier 1991 (12 ans, 4 mois et 14 jours)      | Späth I       | 71 / 121           | CDU                |
| Späth II        | Lothar Späth         | CDU    | 30 août 1978 – 13 janvier 1991 (12 ans, 4 mois et 14 jours)      | 68 / 124      | CDU                |                    |
| Späth III       | Lothar Späth         | CDU    | 30 août 1978 – 13 janvier 1991 (12 ans, 4 mois et 14 jours)      | 68 / 126      | CDU                |                    |
| Späth IV        | Lothar Späth         | CDU    | 30 août 1978 – 13 janvier 1991 (12 ans, 4 mois et 14 jours)      | 66 / 125      | CDU                |                    |
|                 | Erwin Teufel         | CDU    | 13 janvier 1991 – 29 avril 2005 (14 ans, 3 mois et 16 jours)     | 66 / 125      | Teufel I           | CDU                |
| Teufel II       | Erwin Teufel         | CDU    | 13 janvier 1991 – 29 avril 2005 (14 ans, 3 mois et 16 jours)     | 110 / 146     | CDU-SPD            |                    |
| Teufel III      | Erwin Teufel         | CDU    | 13 janvier 1991 – 29 avril 2005 (14 ans, 3 mois et 16 jours)     | 83 / 155      | CDU-FDP            |                    |
| Teufel IV       | Erwin Teufel         | CDU    | 13 janvier 1991 – 29 avril 2005 (14 ans, 3 mois et 16 jours)     | 73 / 128      | CDU-FDP            |                    |
|                 | Günther Oettinger    | CDU    | 21 avril 2005 – 10 février 2010 (4 ans, 9 mois et 20 jours)      | 73 / 128      | Oettinger I        | CDU-FDP            |
| Oettinger II    | Günther Oettinger    | CDU    | 21 avril 2005 – 10 février 2010 (4 ans, 9 mois et 20 jours)      | 84 / 139      | CDU-FDP            |                    |
|                 | Stefan Mappus        | CDU    | 10 février 2010 – 12 mai 2011 (1 an, 3 mois et 2 jours)          | 84 / 139      | Mappus             | CDU-FDP            |
|                 | Winfried Kretschmann | Grünen | Depuis le 12 mai 2011 (13 ans, 10 mois et 1 jour)                | Kretschmann I | 71 / 138           | Grünen-SPD         |
| Kretschmann II  | Winfried Kretschmann | Grünen | Depuis le 12 mai 2011 (13 ans, 10 mois et 1 jour)                | 89 / 143      | Grünen-CDU         |                    |
| Kretschmann III | Winfried Kretschmann | Grünen | Depuis le 12 mai 2011 (13 ans, 10 mois et 1 jour)                | 100 / 154     | Grünen-CDU         |                    |